# Peter Lorf
Peter Lorf (* 23. August 1932 in Berlin; † 4. Dezember 2019) war ein deutscher Journalist und Diplomat. Er war Botschafter der DDR in Spanien, Mexiko, Costa Rica und Panama sowie stellvertretender Minister für Kultur.

## Leben
Der Sohn einer Arbeiterfamilie legte 1950 sein Abitur ab und arbeitete dann von 1951 bis 1954 als Korrektor, später als Hilfsredakteur im Verlag Kultur und Fortschritt. Von 1954 bis 1957 studierte er an der Deutschen Akademie für Staats- und Rechtswissenschaft in Potsdam-Babelsberg. Nach dem Staatsexamen arbeitete er bei der SED-Zeitung Neues Deutschland, u. a. als Korrespondent in Genf sowie ab November 1962 als Korrespondent in Bonn, wo er beim Bundestag offiziell akkreditiert war. Ab 1966 leitete Lorf die Abteilung Außenpolitik beim Neuen Deutschland.
Lorf trat schließlich in den diplomatischen Dienst und wurde 1967 Leiter des Bereichs Presse und Information des Ministeriums für Auswärtige Angelegenheiten der DDR (MfAA). Als solcher war er bei den Treffen Stoph-Brandt 1970 in Erfurt und Kassel für die Öffentlichkeitsarbeit der DDR-Seite verantwortlich. Lorf war von 1973 bis 1975 der erste Botschafter der DDR in Spanien und von Februar 1978 bis Dezember 1982 Botschafter in Mexiko, Costa Rica und Panama. Anschließend arbeitete er im Rang eines Botschafters als Leiter der Abteilung Kulturelle Auslandsbeziehungen im MfAA. Zuletzt fungierte er von Mai 1986 bis 1989 als stellvertretender Kulturminister der DDR.
Er schrieb mehrere Bücher unter Pseudonymen, unter seinem richtigen Namen wurde das Buch Vulkane am Karibischen Meer veröffentlicht. Peter Lorf lebte bis zu seinem Tod mit seiner Frau in Schönwalde-Glien (Brandenburg). Zuvor lebte er in Berlin. In seinem Wohnort Schönwalde besaß er seine eigene Werbeagentur Pro Service. Er verstarb am 4. Dezember 2019.

## Auszeichnungen
- 1966 Franz-Mehring-Ehrennadel
- 1966 Verdienstmedaille der DDR
- 1969 Vaterländischer Verdienstorden in Bronze, 1973 in Silber[5]
- 1982 Orden „Banner der Arbeit“[6]